# Condado de Lębork
Nota linguística: Não confundir hrabstwo (condado) com powiat (divisão administrativa)..
Lębork (polaco: powiat lęborski) é um powiat (condado) da Polónia, na voivodia de Pomerânia. A sede é a cidade de Lębork. Estende-se por uma área de 706,99 km², com 63 585 habitantes, segundo os censos de 2005, com uma densidade 89,94 hab/km².

## Divisões admistrativas
O condado possui:
Comunas urbanas: Lębork, Łeba
Comunas rurais: Cewice, Nowa Wieś Lęborska, Wicko
Cidades: Lębork, Łeba

## Demografia
População (dados de 30 de Junho de 2005):
|          | Total   | Total | Mulheres | Mulheres | Homens  | Homens |
| -------- | ------- | ----- | -------- | -------- | ------- | ------ |
|          | pessoas | %     | pessoas  | %        | pessoas | %      |
| Total    | 63 585  | 100   | 32 398   | 51       | 31 187  | 49     |
| Cidades  | 38 953  | 100   | 20 256   | 52       | 18 697  | 48     |
| Povoados | 24 632  | 100   | 12 142   | 49,3     | 12 490  | 50,7   |